# Astropecten umbrinus
Astropecten umbrinus är en sjöstjärneart som beskrevs av Grube 1866. Astropecten umbrinus ingår i släktet Astropecten och familjen kamsjöstjärnor. Inga underarter finns listade i Catalogue of Life.